# هوشمند دهقان
هوشمند دهقان (زادهٔ ۱۳۴۸ در کاشان) مترجم معاصر ایرانی است که اکنون در گرگان زندگی می‌کند و از سال ۱۳۹۳ به ترجمه روی آورده است. از جمله کتاب‌های ترجمه شده توسط دهقان می‌توان به در کافه اگزیستانسیالیستی اثر سارا بیکول و دختر تحصیلکرده (زندگینامهٔ برگزیدهٔ سال ۲۰۱۸) اثر تارا وستوور اشاره کرد. یکی دیگر از ترجمه‌های دهقان کتاب آتاتورک است که دربارهٔ بنیان‌گذار جمهوری ترکیه، مصطفی کمال آتاترک محسوب می‌شود و در ردیف پرفروش‌ترین کتاب‌های حوزهٔ تاریخ در پاییز ۱۳۹۴ قرار گرفت.

## بازداشت و زندان
دهقان در پاییز ۱۳۹۱، طی بازداشت گستردهٔ بهائیان استان گلستان، در گرگان بازداشت شد و در ۱۳۹۴ به شش سال حبس محکوم شد. او در ۱۳۹۶ راهی زندان امیرآباد گرگان شد و پس از گذشت چهارماه، به‌طور مشروط، آزاد شد.

## مجوز نگرفتن نشر مجدد کتابها
بیشتر ترجمه‌های دهقان، از جمله، کتاب‌های آتاتورک، در کافه اگزیستانسیالیستی، نه قربانیان، نه جلادان و دختر تحصیلکرده، از سال ۱۴۰۰ به بعد، مجوز تجدید چاپ نگرفته است.

### نوشته‌ها (مقالات)
- نخستین ترجمه، مندرج در فصلنامه مترجم شمارۀ ۶۹.
- جستجوی خوشبختی در دایره‌ای کوچکتر، مندرج در سایت ایبنا.

### ترجمه‌ها (کتاب‌ها)
| عنوان                     | نویسنده       | سال انتشار | ناشر               |
| ------------------------- | ------------- | ---------- | ------------------ |
| ابن عربی وارث انبیاء      | ویلیام چیتیک  | ۱۳۹۳       | پیام امروز         |
| آتاتورک                   | آندرو مانگو   | ۱۳۹۴       | پیام امروز         |
| سقراط مردی برای روزگار ما | پل جانسون     | ۱۳۹۵       | پیام امروز         |
| در کافه اگزیستانسیالیستی  | سارا بیکول    | ۱۳۹۵       | پیام امروز         |
| خوشبختی در پیش رو         | فردریک لونوار | ۱۳۹۶       | پیام امروز         |
| لطفاً زامبی نباشید         | آدام آلتر     | ۱۳۹۶       | پیام امروز         |
| دختر تحصیلکرده            | تارا وستوور   | ۱۳۹۷       | نیلوفر             |
| عادت‌های اتمی              | جیمز کلیر     | ۱۳۹۷       | هورمزد             |
| بازداشتگاه صورتی          | آدام آلتر     | ۱۳۹۸       | ترجمان علوم انسانی |
| مهمان ناخوانده            | شاری لاپنا    | ۱۳۹۸       | ثالث               |
| نه قربانیان، نه جلادان    | آلبر کامو     | ۱۳۹۸       | رازگو              |
| عالمگیر!                  | اسلاوی ژیژک   | ۱۳۹۹       | صدای معاصر         |
| دنیای کوچک                | مارتین زوتر   | ۱۳۹۹       | نیلوفر             |

### ترجمه‌ها (مقالات)
| عنوان                                             | نویسنده          | سال انتشار | ناشر               |
| ------------------------------------------------- | ---------------- | ---------- | ------------------ |
| دوران کودکی دارد به نوعی بیماری روانی تبدیل می‌شود | فرانک فوردی      | ۱۳۹۶       | ترجمان علوم انسانی |
| خشم جنون زودگذر است                               | ماسیمو پیلیوچی   | ۱۳۹۶       | ترجمان علوم انسانی |
| تجربه بخرید نه کالا                               | جیمز هامبلین     | ۱۳۹۷       | ترجمان علوم انسانی |
| سارتر چه بر سر جایزهٔ نوبل آورد؟                   | اورسولا لو گویین | ۱۳۹۷       | ترجمان علوم انسانی |